# Акурсос
Акурсо̀с (на гръцки: Ακουρσός) е село в Кипър, окръг Пафос. Според статистическата служба на Република Кипър през 2001 г. селото има 38 жители.
Намира се на 3 км южно от Катикас.